# Час зимових туманів
«Час зимових туманів» — радянський двосерійний телефільм 1982 року, знятий режисером Бако Садиковим на кіностудії «Таджикфільм».

## Сюжет
За мотивами повісті Саттора Турсуна «Лук Рустама». Повернувшись додому після служби в армії, Нур Раджабов дізнається, що дружина пішла від нього до директора радгоспу Наїмова. Відносини Раджабова з Наїмовим та його ріднею ще більше ускладнилися після того, як Нур зустрів і полюбив Аміну — наречену брата Наїмова.

## У ролях
- Джаміля Садикова — Аміна
- Байрам Дурдиєв — Нур Раджабов
- Абдугафор Карімов — Сайдо
- Талгат Нігматулін — Джамал
- Теша Мумінов — Умар Наїмов
- Марал Дурдиєва — Барфіна
- Адолат Зухурова — Міхрі
- Фархот Абдуллаєв — Карім
- Джамал Садріддінов — Кудрат-кіно
- Г. Кадиров — епізод
- Д. Мумінов — епізод
- Р. Хакімов — епізод
- С. Садиков — епізод
- Володимир Салімов — приятель Джамала
- Н. Гафієв — епізод
- Федір Глущенко — епізод
- Г. Заріфова — епізод
- Тамара Абдушукурова — епізод
- Зафар Джавадов — водій

## Знімальна група
- Режисер — Бако Садиков
- Сценарист — Валентин Максименков
- Оператор — Олександр Шабатаєв
- Композитор — Б. Тойвіс
- Художник — Володимир Салімов